# Copa de Oro de Occidente 1955
La Copa de Oro de Occidente 1955 fue la segunda edición del torneo. El campeón fue el Guadalajara tras vencer al Oro en el partido de desempate.

## Resultados

### Clasificación
| Equipo      | Pts. | PJ | PG | PE | PP | GF | GC | Dif |
| ----------- | ---- | -- | -- | -- | -- | -- | -- | --- |
| Guadalajara | 8    | 6  | 3  | 2  | 1  | 17 | 6  | 11  |
| Oro         | 8    | 6  | 3  | 2  | 1  | 7  | 5  | 2   |
| León        | 4    | 6  | 1  | 2  | 3  | 3  | 9  | -6  |
| Atlas       | 4    | 6  | 1  | 2  | 3  | 7  | 14 | -7  |

### Desempate
| 19 de junio de 1955 | Oro         | 1:3 (1:0) | Guadalajara                  | Parque Oro, Guadalajara |  |
|                     | Naranjo 15' |           | Reyes 49, 84' · Arellano 82' |                         |  |

|                         |
| Guadalajara 2.do título |

## Goleadores
| Jugador              | Club        | Goles |
| -------------------- | ----------- | ----- |
| Crescencio Gutiérrez | Guadalajara | 6     |
| Francisco Flores     | Guadalajara | 3     |
| Adalberto López      | Guadalajara | 3     |
| Juan Carlos Carrera  | Oro         | 3     |
| Héctor Hernández     | Oro         | 3     |
| Hector D'Adderio     | Atlas       | 3     |
| Jesús Ponce          | Guadalajara | 2     |
| Raúl Arellano        | Guadalajara | 2     |
| Salvador Reyes       | Guadalajara | 2     |
| Alfredo Torres       | Atlas       | 2     |
| Mauro Franco         | León        | 2     |